# Bracon pilosithorax
Bracon pilosithorax är en stekelart som först beskrevs av William Harris Ashmead 1894.  Bracon pilosithorax ingår i släktet Bracon och familjen bracksteklar. Inga underarter finns listade.